# Axel Hultman (ingenjör)
Carl Axel Vilhelm Hultman, född den 24 maj 1858, död den 30 augusti 1932 i Djursholm, var en svensk ingenjör inom teleområdet. Hans far var"mecanicus"  Otto Wilhelm Hultman.

## Biografi[2]
Hultman var verksam vid Telegrafverket och var telefondirektör i Stockholm 1903–1918 och överingenjör samt chef för Stockholms telefonanläggningar 1918–1925.
Hultman var en pionjär inom automatiska telefonväxlar, och bedrev detta arbete i samarbete med L M Ericsson. Hultman hade i några år experimenterat med automatväxlar i sitt arbete vid Telegrafverket när han 1913 som privatperson skrev ett samarbetsavtal med Ericsson, som vid denna tid hade en god position inom manuella televäxlar, men inte automatiska. Avsikten med samarbetet var att patent på Hultmans idéer skulle tas ut i hans namn, men att Ericsson skulle ha nyttjanderätten och betala royalty till honom. Vid Ericsson samarbetade Hultman med ingenjörerna Martin Löfgren och Sigurd Johanson, och man arbetade med ett system för en 10 000-linjersväljare. Den praktiskt användbara slutprodukten blev dock den så kallade 500-väljaren konstruerad av Knut Kåell inom ett delvis parallellt utvecklingsspår. Den inkluderade även lösningar från företaget Stockholms Allmänna Telefon AB, som fusionerades med Ericsson 1918, och som tidigare konkurrerat med Telegrafverket via bolaget AB Stockholmstelefon.
Hultman ansvarade också för att slå ihop Telegrafverkets och Stockholmstelefons telenät, och för att införa nya automatväxlar. Hultman var bitvis kritisk mot Ericssons ännu oprövade 500-väljare, trots att den delvis byggde på hans egna idéer, och det ställdes mot såväl ett annat inhemskt som flera etablerade utländska system. 1921 föll dock valet på Ericssons system, och 1924 togs anläggningen i Stockholm i drift.